# EMBiology
EMBiology es una base de datos bibliográfica que se centra en la indexación u ordenación de los textos sobre las ciencias de la vida en general. La cobertura incluye la investigación fundamental y la investigación aplicada.

## Historia
EMBiology fue creada en junio de 2005 por la editorial Elsevier, una de las más importantes del mundo editorial científico. Está diseñada para ser más pequeño que Embase, con resúmenes e indexación de 1.800 revistas no cubiertas por la base de datos hermana. Aun así, hay cierta superposición, aunque esté diseñada específicamente para las instituciones académicas pequeñas y medianas, en especial biotecnológicas y farmacéuticas.
Con cobertura mundial y con ficheros posteriores a 1980, esta base de datos contiene más de cuatro millones de registros bibliográficos, con 250.000 registros adicionales anuales. Tiene capacidad para cubrir la indexación de 2.800 títulos activos; se trata de revistas académicas revisadas por pares, publicaciones comerciales y revistas que solo están en formato electrónico. Un diccionario de sinónimos de ciencias de la vida conocido como EMTREE, y un vocabulario de taxonomía de organismos de 500.000 temas también forman parte de esta base de datos.
El vocabulario del organismo proviene de las taxonomías descritas por el Centro Nacional para la Información Biotecnológica (NCBI) y por el Sistema Integrado de Información Taxonómica (ITIS). Otras investigaciones de recursos de Internet que están disponibles son los Número de registro CAS, los Número EC, Cross Archive Searching (ARCO), ChemFinder, la información de secuencia molecular, Resource Discovery Network (RDN) y Scrius.
La cobertura de temas incluye biología molecular, biotecnología, genética, bioquímica, microbiología, biología celular, biología del desarrollo, agricultura, ciencia alimentaria, ciencias vegetales, zoología, ciencias medioambientales, ecología, toxicología, ciencias de laboratorio (investigación fundamental) y ciencia en el campo (ciencias aplicadas).

## Emtree
Emtree es un diccionario de sinónimos de ciencias de la vida publicado por Elsevier diseñado para apoyar a EMBASE y a EMBiology. Esta base de datos contiene descripciones de toda la terminología biomédica, indexación de fármacos y dolencias con 56.000 temas de búsqueda y 230.000 sinónimos.